# Sooviku
Sooviku (dříve též Kaarli) je vesnice v estonském kraji Viljandimaa, samosprávně patřící do Viljandi. V katastru vesnice se nachází zřícenina hradu Tarvastu.